# Saint Peter Basseterre

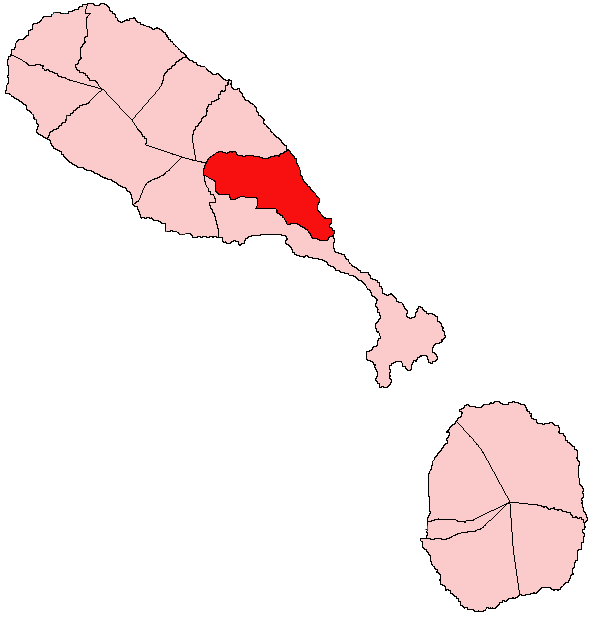

Saint Peter Basseterre – parafia we wschodniej części wyspy Saint Kitts należącej do Saint Kitts i Nevis. Jej stolicą jest Monkey Hill. Powierzchnia parafii wynosi 20,7 km², liczy ona 3472 mieszkańców (2001).